# Schönfeldtska huset

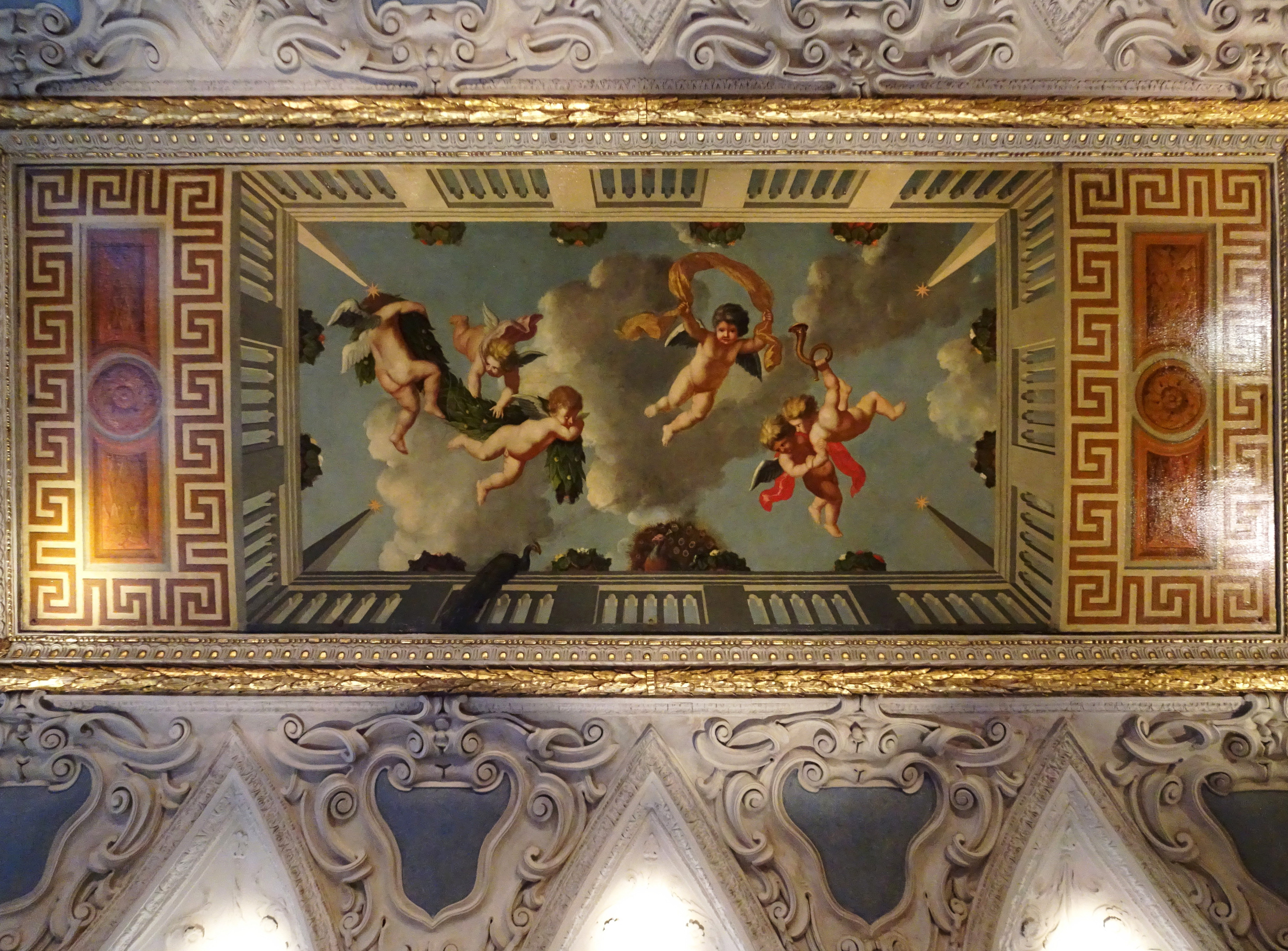
Takmålningen i Schönfeldtska praktsalen, 2016.

Schönfeldtska huset även kallat Schönfeldtska palatset, mellan 1992 och 2017 Moderaternas hus, är en byggnad i kvarteret Thisbe i hörnet Schönfeldts gränd / Stora Nygatan i Gamla stan, Stockholm. Byggnaden är uppkallad efter en av ägarna, assessorn i kommerskollegium, Greger von Schönfeldt. I det utvändigt enkelt hållna huset återfinns Schönfeldtska praktsalen, som enligt arkitekturhistorikern Fredric Bedoire räknas till Stockholms finaste barockrum från 1600-talets andra hälft.

## Historik

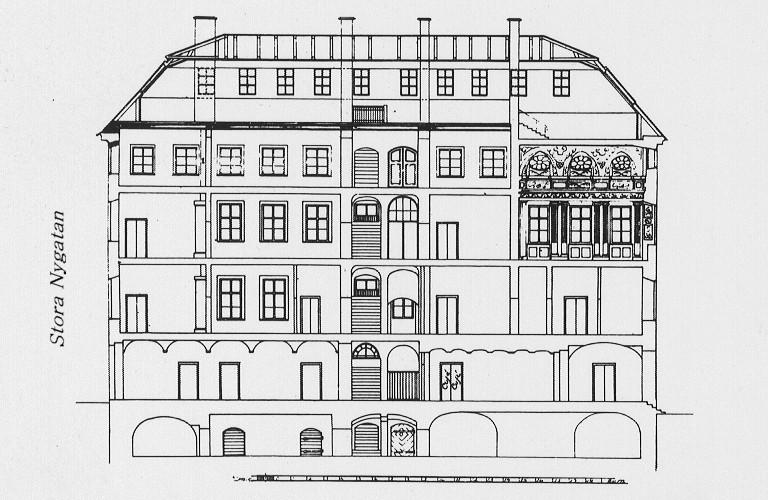
Sektion med praktsalen upp till höger (uppmätning från 1918).

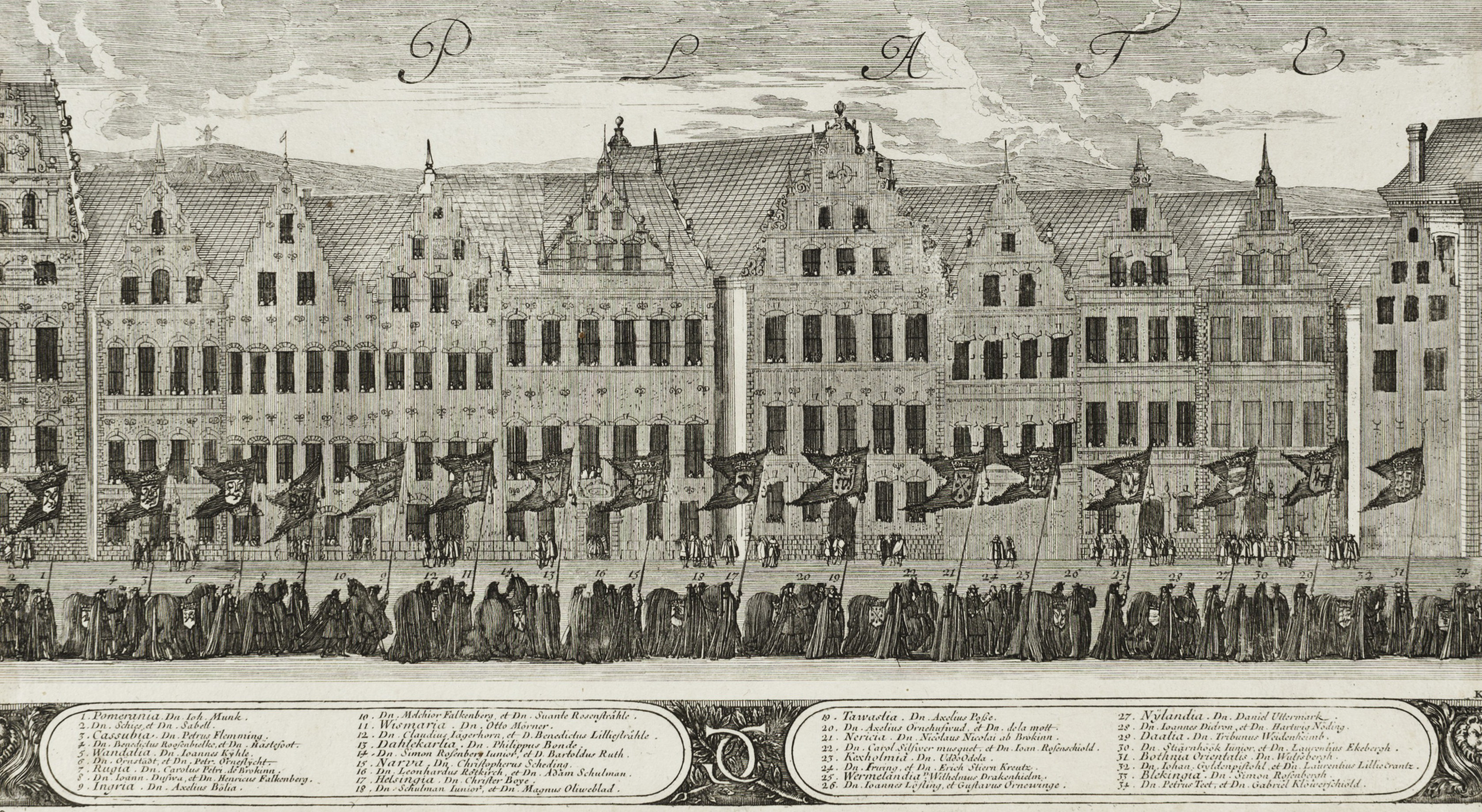
Husen i kvarteren Thisbe (t.h.) och Pyramus, på Erik Dahlbergs stick 1660. Torstenssonska huset är det högsta i bildmitt.

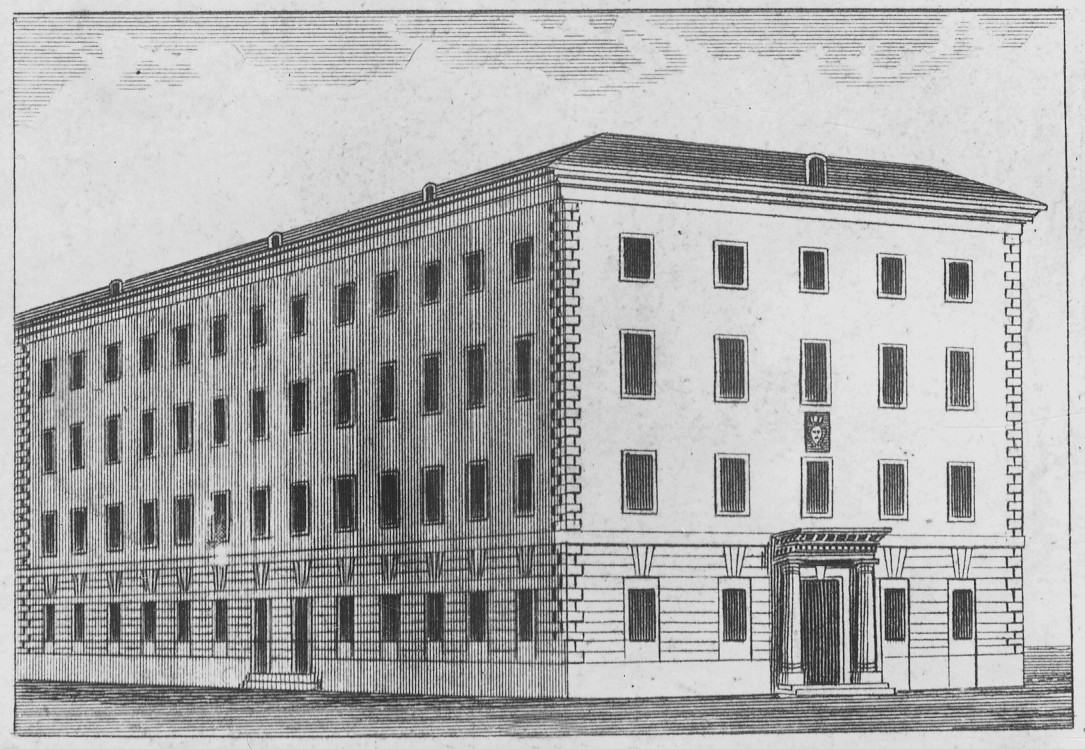
Schönfeldtska huset på Vetenskapsakademiens tid.

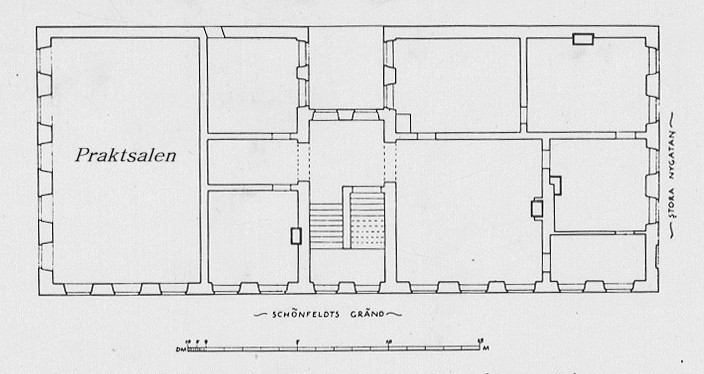
Schönfeldtska huset plan 2 tr.

Huset uppfördes omkring 1630 för Lennart Torstensson och kallades till en början Torstenssonska huset. Det var ett av de första husen som byggdes efter den Stora branden 1625 vid den nyanlagda Store Nye gatan eller Stora Konungs Gatan, som skulle bli en av Stockholms första paradgator. 
År 1660 kunde gatan uppvisa praktfulla byggnader, värdiga en stormakt som presenterade sin huvudstad i samband med Karl X Gustavs begravningståg den 4 november 1660. På ett kopparstick med motiv från begravningståget, graverat av Jean Le Pautre efter teckning av Erik Dahlbergh, syns Stora Nygatans byggnader bland dem även Lennart Torstenssons fastighet med rik smyckat tegelfasad och hög trappgavel.
Kort före sin död 1675 förvärvade Greger von Schönfeldt egendomen och beställde en omfattande om- och påbyggnad av fastigheten. Arkitekt var troligen Jean de la Vallée under medverkan av bildhuggaren Burchardt Precht. Troligen hade denne arkitekt kommit i kontakt med byggherren då han var verksam med kommerskollegiums omorganisation. Den ombyggnad som von Schönfeldt påbörjade fullföljdes av hans hustru Anna Hanssen (1645–1693) som tillsammans med fyra barn flyttade in i början av 1680-talet. 
Anna Hanssen förde ett stort hushåll, det fanns bokhållare, lärare för barnen, husfru, två pigor och en stalldräng samt en pojke som fick sin lön i form av kost och kläder. Efter giftermålet med Per Larsson Broméen bodde familjen kvar i huset. Men efter hennes död 1693 delades våningen upp och fick flera hyresgäster. Bland annat låg Apoteket Markattan i bottenvåningen och vinhandlaren Wellam Meyer hade sina lokaler i källaren.
Huset ligger med sin långsida och med huvudentrén samt ett centralt anordnat trapphus mot Schönfeldts gränd. Det fick fyra våningar och en låg vind samt källare. Vinden påbyggdes vid senare tillfälle. Bottenvåningens fasader är rusticerande medan övriga fasadytorna är enkelt hållna i ljus slätputs och med hörnkedjor av sandsten. På fasaden mot Stora Nygatan märks en kartusch i stuck med ett emblem med symbolen för järn (uppsatt under Jernkontorets tid) och årtalet 1675. 
På andra våningen och mot väster anordnades den stora festsalen, som sträcker sig över en och en halv våning. I salens nedre del står joniska pilastrar mellan fönstren. Den övre delen uppvisar ovala fönster och kraftig stuckplastik samt en stor plafondmålning med puttimotiv som troligen är från 1730-talet då politikern Arvid Horn ägde fastigheten. Målningen är skapad av en okänd konstnär, men stuckarbetena kan tillskrivas stuckatören Erik Niure. År 1746 blev Johan Henrik Lefebure, industriman och en av direktören i Svenska Ostindiska Companiet, ägare till Schönfeldtska huset som han lät modernisera och förse med dyrbar inredning. Hans son Jean le Febure ärvde huset men sålde det 1778 till Vetenskapsakademien. Då placerades huvudingången mot Stora Nygatan och flankerades av två kolonner. 

## Husets vidare öden
Mellan 1829 och 1875 ägdes fastigheten av Jernkontoret. Emblemen med järnsymbolen är förmodligen från den tiden. På 1870-talet inköptes huset av Stora Kopparbergs Bergslags AB som hade sitt kontor i praktsalen. År 1918 utfördes en större ombyggnad efter ritningar av arkitektfirman Östlihn & Stark. Mellan 1963 och 2017 ägdes byggnaden av Moderaterna och var deras partikansli samt kallades Moderaternas hus. 1992 anpassades byggnaden till modern kontorsverksamhet. Den stora praktsalen nyttjas för sammankomster, konferenser och fester. Enligt arkitekturhistorikern Fredric Bedoire är salen "en av stadens finaste barockrum". Sedan september 2017 har Jensen Gymnasium Södra sina lokaler här.
År 1983 blev den Schönfeldtska praktsalen till filmkuliss. I thrillern Gorkijparken skulle salen föreställa KGB:s vackra Moskvakontor. 

## Bilder, exteriör

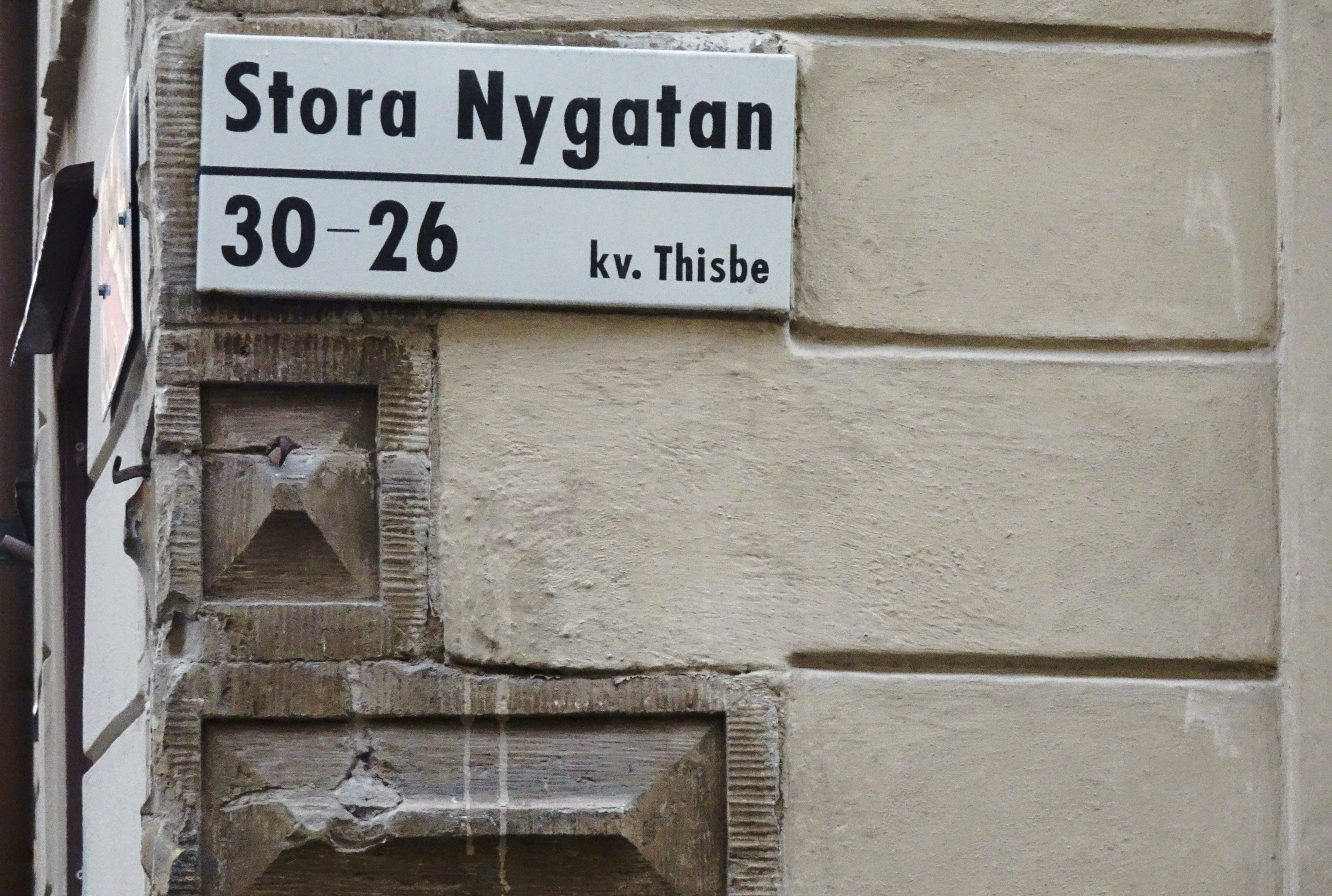
Schönfeldtska husets hörn med gatuskylt
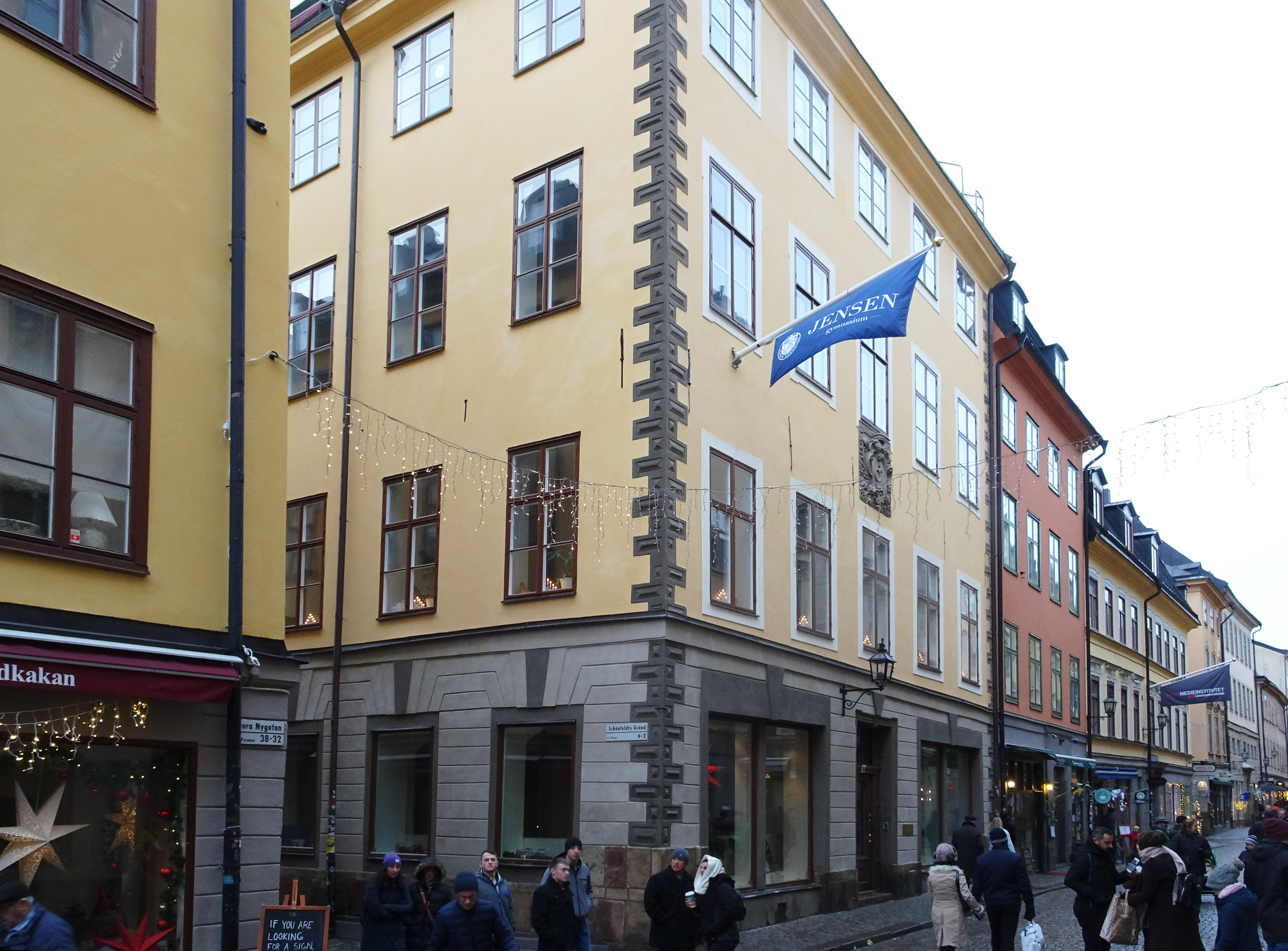
Hörnet Schönfeldts gränd / Stora Nygatan
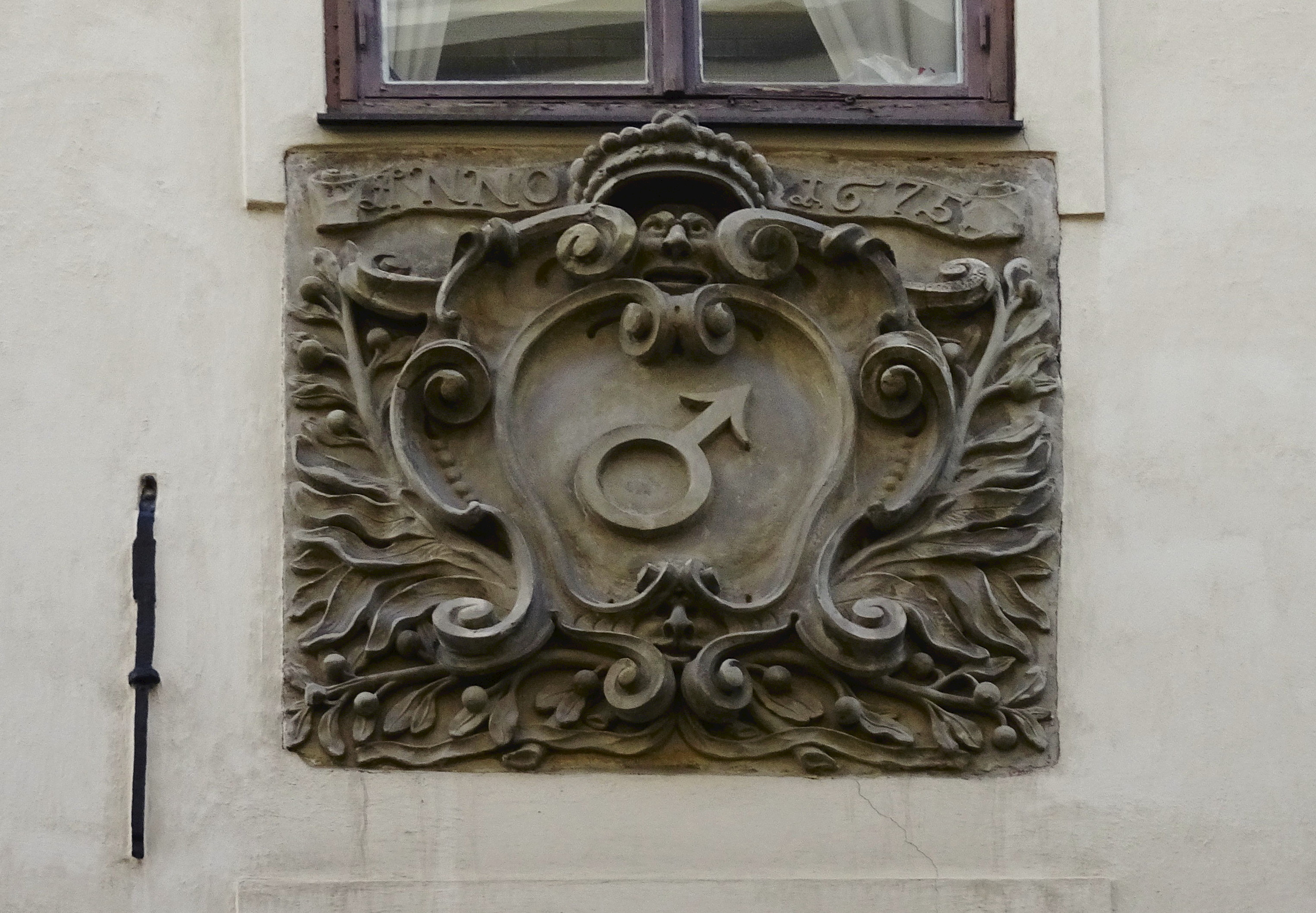
Emblem med symbolen för järn
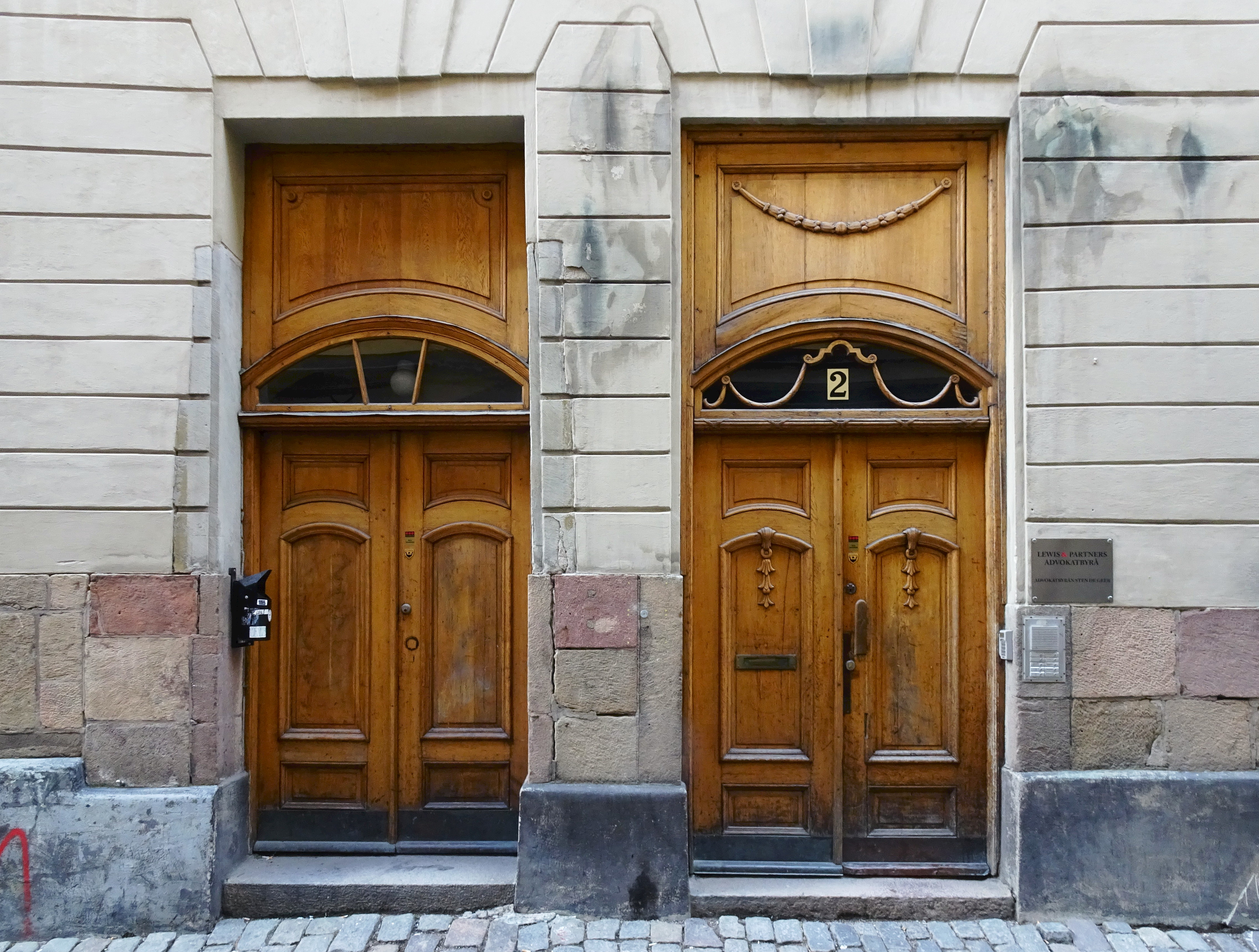
Entréer från Schönfeldts gränd
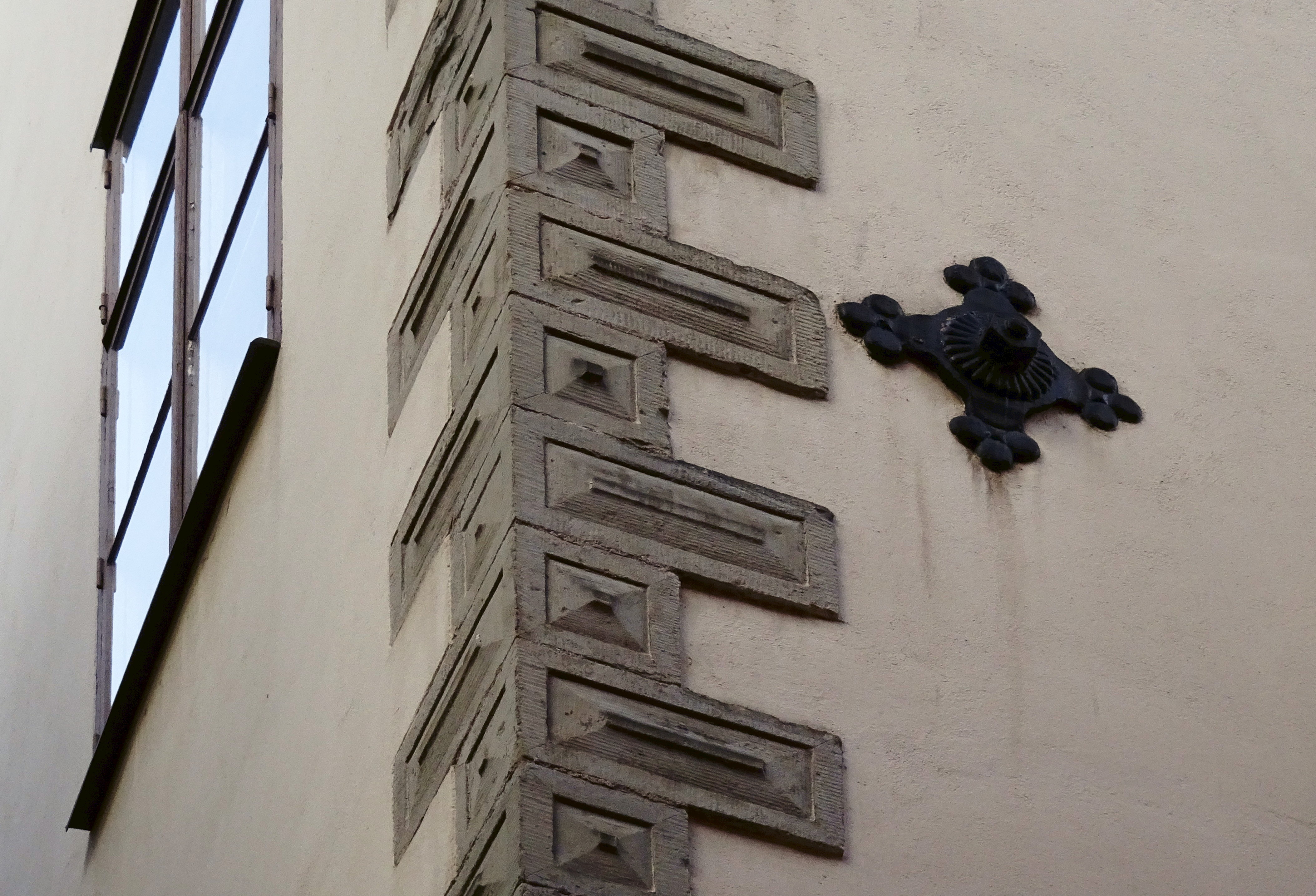
Hörnkedja av sandsten

## Bilder, Schönfeldtska praktsalen

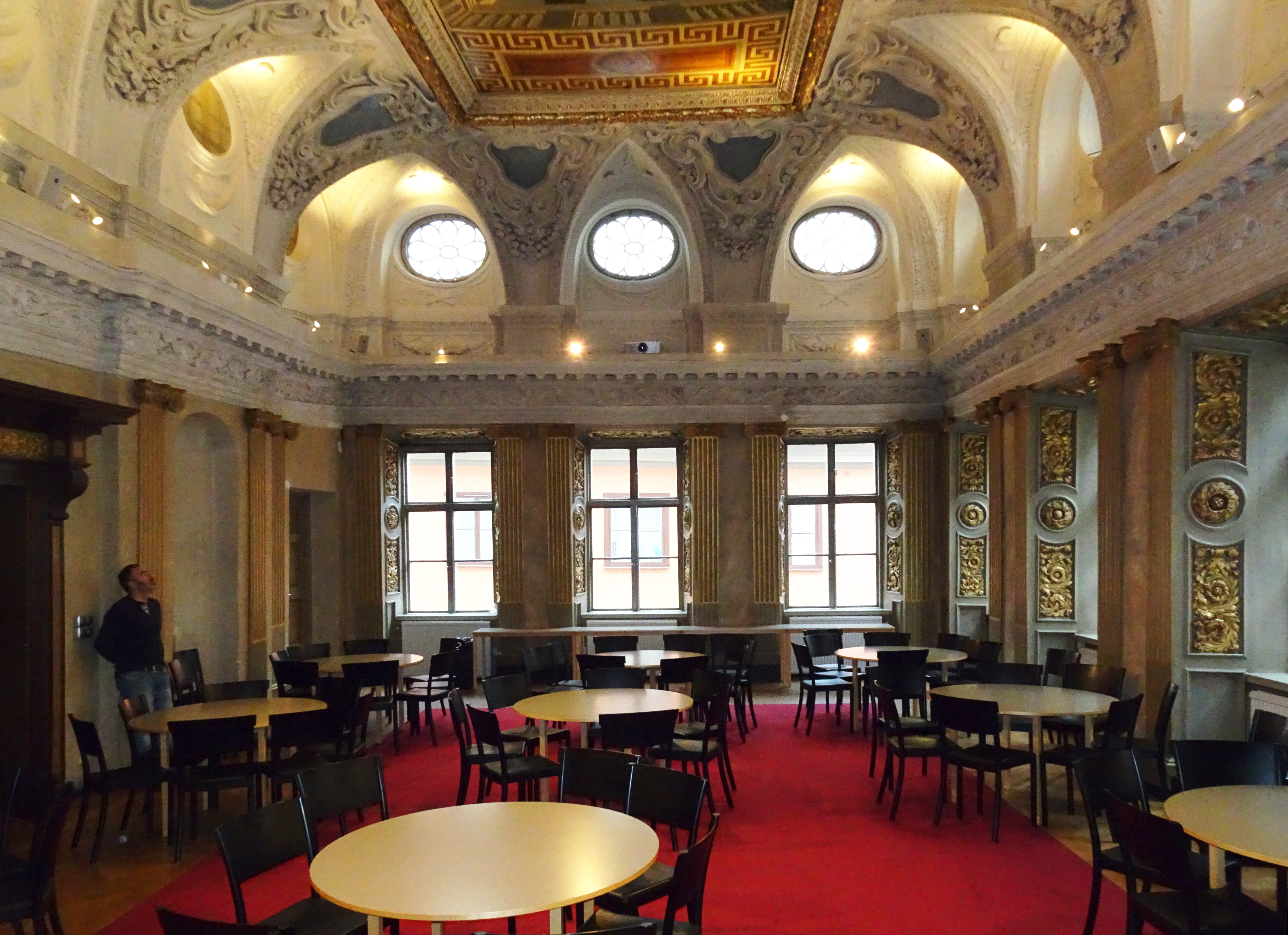
Mot väster
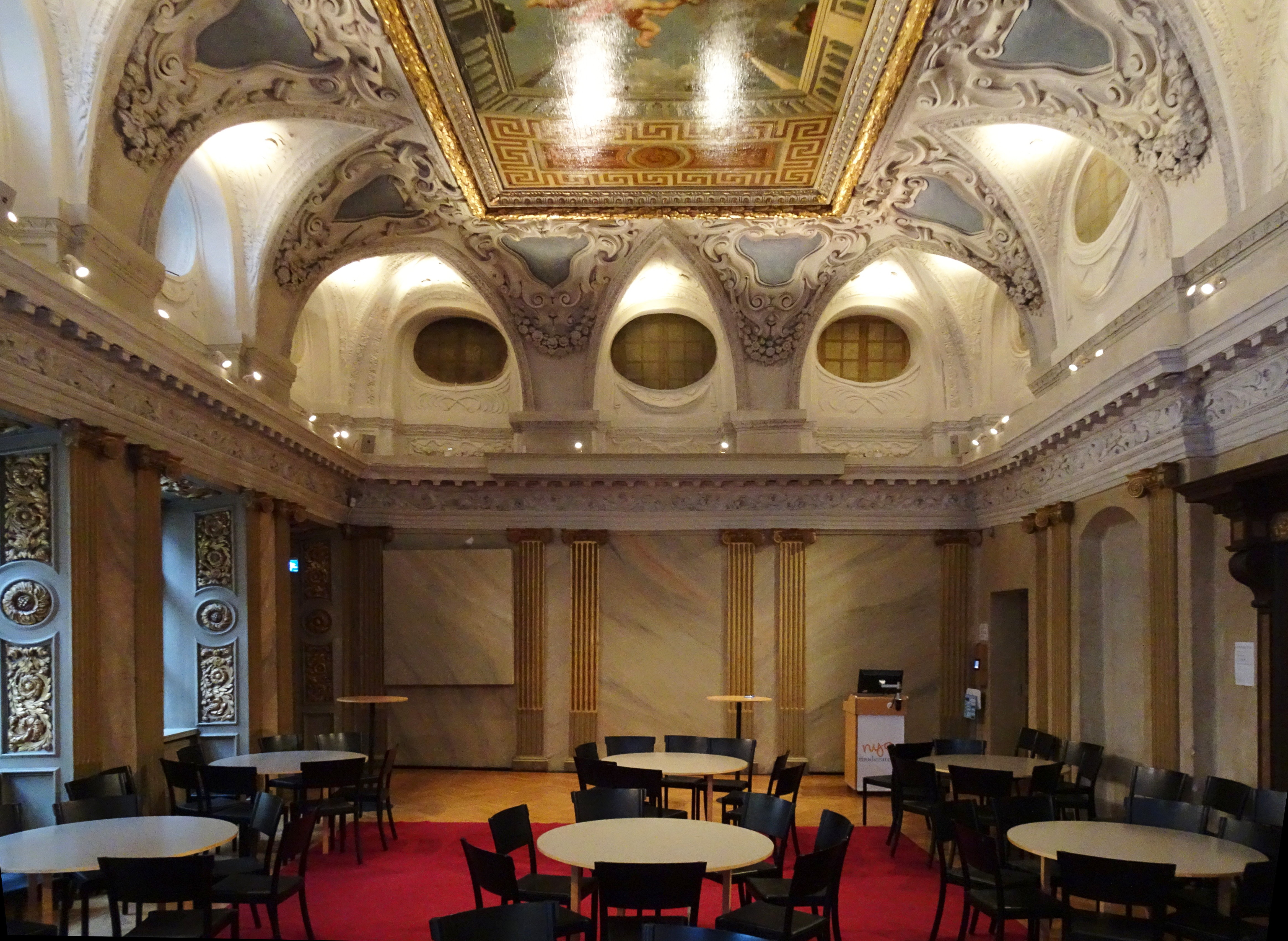
Mot öster
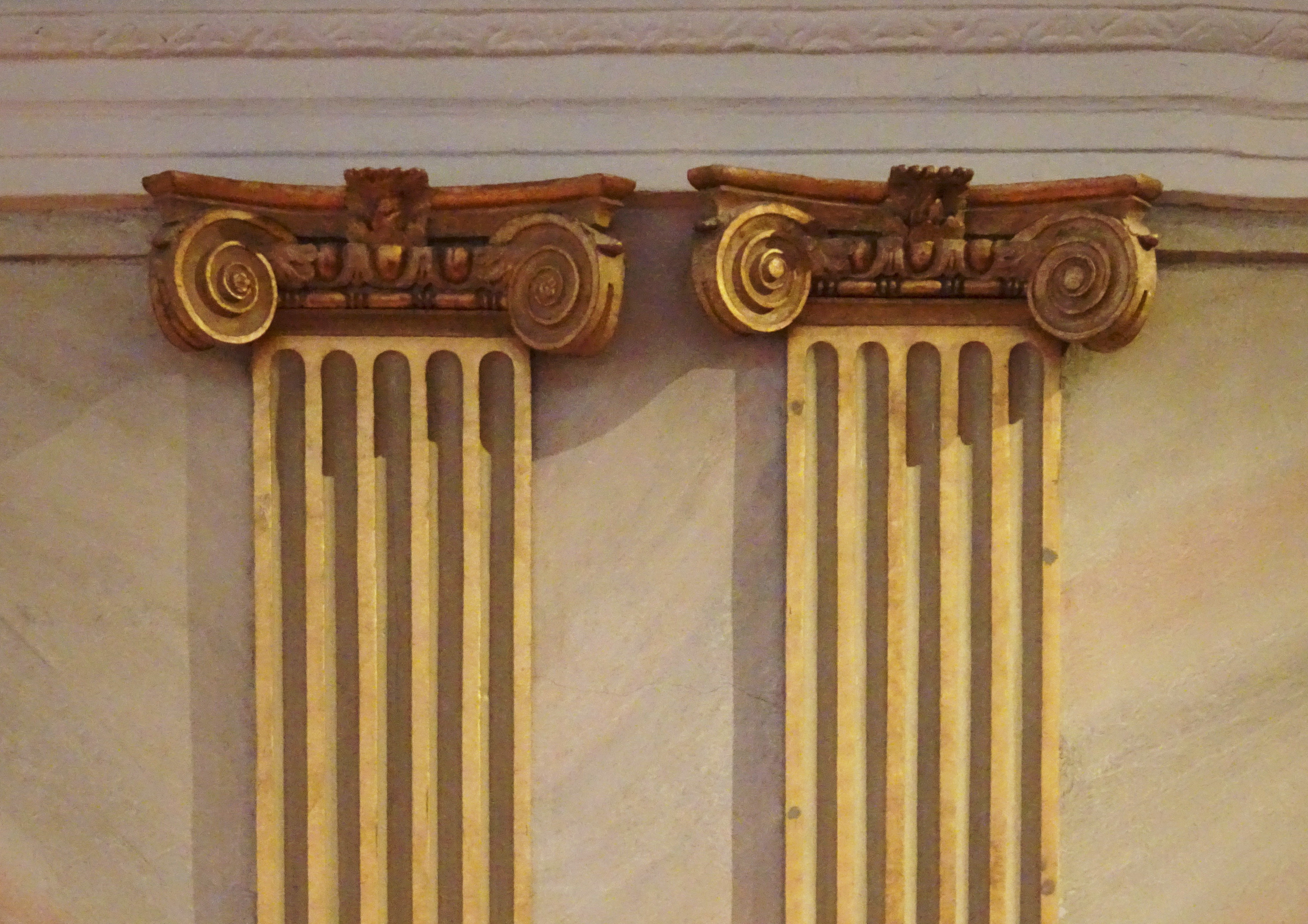
Väggdetalj
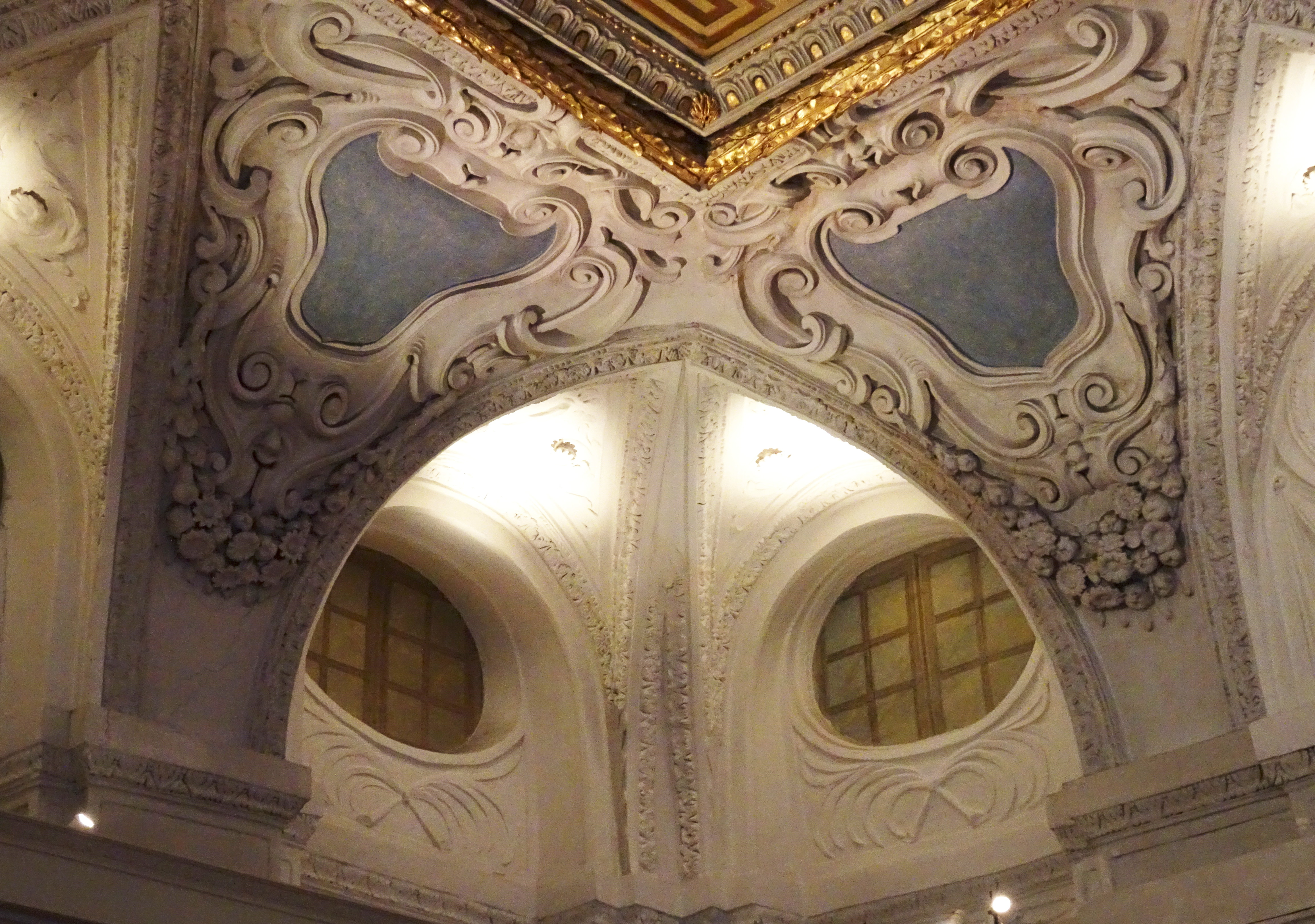
Takdetalj
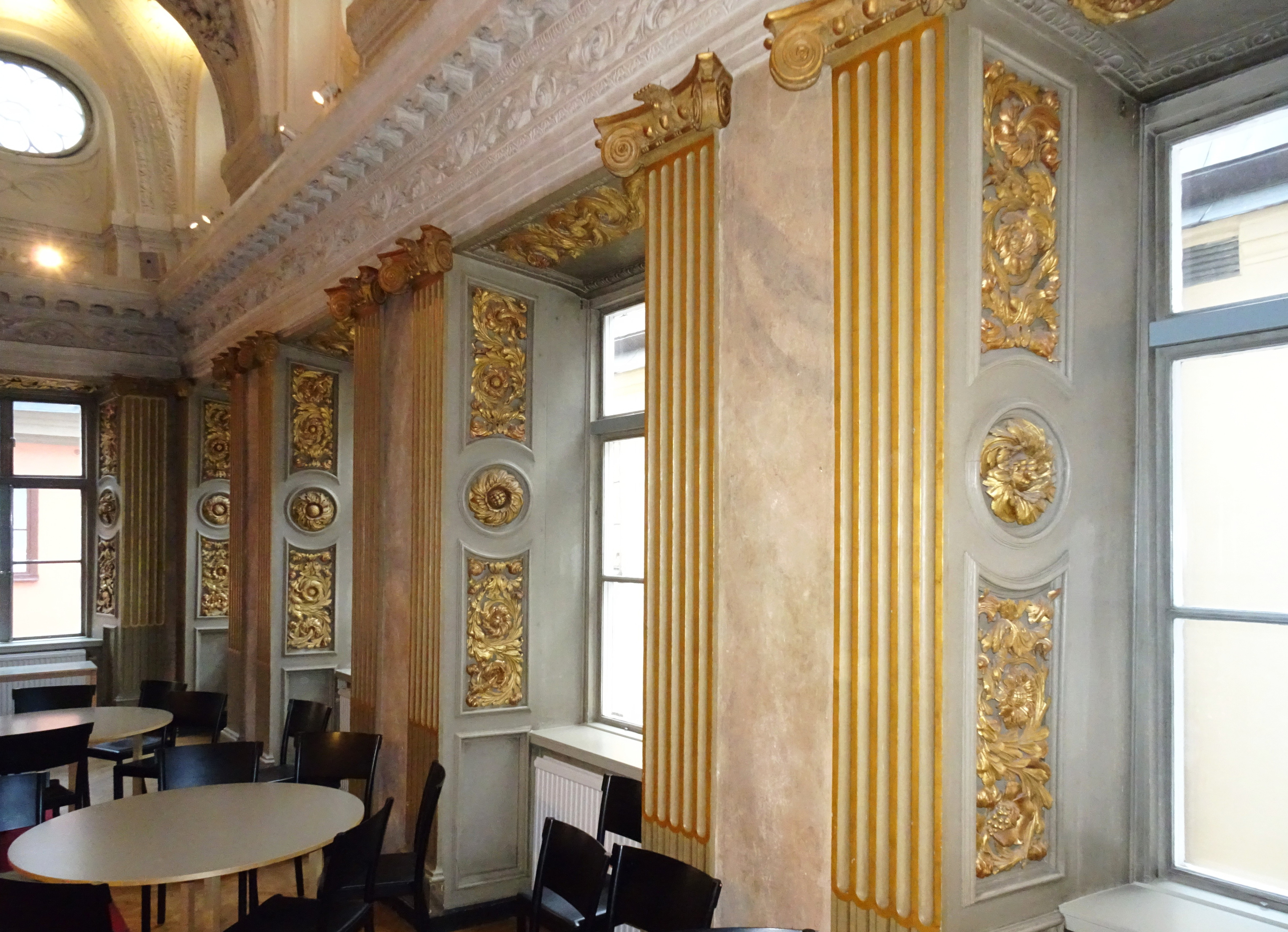
Fönster mot norr